# داود مزمل
الملا محمد داود مزمل كان سياسي أفغاني وعضو في حركة طالبان. سبق له أن شغل منصب حاكم ولاية بلخ وولاية ننكرهار.

## وفاته
في 9 مارس 2023 أغتيل في هجوم انتحاري استهدفه أمام مكتبه. وقد أعلنت تنظيم الدولة الإسلامية مسئوليتها عن الهجوم. ويعتبر داول أول حاكم يغتال من حركة طالبان منذ توليها الحكم.